# Поточняк Антін Григорович
Поточняк Антін Григорович  (21 лютого 1912, Стрий — 28 травня 1984) — священник Української греко-католицької церкви; діяч Українського руху опору.

## Біографія
Навчався в Стрийській гімназії, після закінчення якої в 1931 році вступив у Львівську духовну академію на богослов'я. Закінчивши академію в 1936 році, був висвячений на священника в селі Підлютому митрополитом Андреєм Шептицьким. Із 1940 року правив у Винниківській церкві (винниківським деканом в цей період (1927—1945) був о. Осташевський Йосиф — парох с. Підберізці).
Був заарештований, відбув 7 років у таборах у Воркуті. Відбувши каторгу, жив і працював у Володимирі-Волинському. У 1956 році переїхав у рідне місто. Тут таємно відправляв службу Божу.
Через два роки знову був заарештований. Засуджений до 3 років таборів. Повернувся в 1961 році до Стрия, де прожив наступні чотири роки.
1965 року знову засуджений до 5 років тюрми і 5 років позбавлення громадянських прав, звинувачення — антирадянщина. Покарання відбував у сибірській тюрмі, у місті Довгий міст. У 1970 році повернувся до Стрия, де 13 років прожив із своєю родиною.
На 71 році життя знову опинився в тюрмі — за відсутність радянського паспорта.
Помер 28 травня 1984 року.